# Corrigan
Corrigan – miasto w Stanach Zjednoczonych, w stanie Teksas, w hrabstwie Polk.